# Zelotes beijianensis
Zelotes beijianensis este o specie de păianjeni din genul Zelotes, familia Gnaphosidae, descrisă de Hu și Wu, 1989. Conform Catalogue of Life specia Zelotes beijianensis nu are subspecii cunoscute.